# چرواسا
چرواسا (به ایتالیایی: Cervasca) یک کومونه در ایتالیا است که در استان کونیو واقع شده‌است.

## خصوصیات
چرواسا ۱۸٫۳ کیلومترمربع مساحت و ۴٬۳۶۰ نفر جمعیت دارد.

## خواهرخوانده
شهر الاس خواهرخواندهٔ چرواسا هست.